# La MC Malcriado
La MC Malcriado, aussi écrit La-MC Malcriado, est un groupe français de musique capverdienne, originaire de la banlieue parisienne. Formé en 1998, il se composait de quatre membres, tous d'origine cap-verdienne et vivant en France. Les membres du collectif sont : Stomy Bugsy, Jacky Brown (des Nèg' Marrons), Izé, et Jpax (des 2 Doigts). Tous se connaissent depuis leur enfance et partagent une passion pour la musique, l'idée de créer un collectif capverdien est émise par Stomy.

## Histoire

### Débuts et premiers albums
Le groupe est formé en 1998, de membres qui se connaissent depuis leur plus jeune âge et ont grandi à Garges-lès-Gonesse, Sarcelles et Paris. Tandis que Stomy Bugsy, Jacky Brown et Jpax sont nés en France, Izé est né au Cap-Vert et est arrivé à l’âge de neuf ans à Paris. Le groupe est né sur les traces de Cesária Évora, et dans l'objectif promouvoir la richesse musicale, rythmique et culturelle des îles du Cap-Vert.
Le premier album de La MC Malcriado, Nos pobreza ke nos rikéza (en français : « Notre pauvreté est notre richesse »), sort en 2006 au label Lusafrica. Il est récompensé aux Kora Music Awards 2010 organisés à Ouagadougou, au Burkina Faso. Ils reçoivent aussi le trophée du « meilleur groupe de la diaspora Europe Caraïbes » pour le titre Mas amor en duo avec Mayra Andrade.
Depuis leur premier concert en 1998 à São Vicente, lors du festival annuel, ils tournent beaucoup. En 1999, ils jouent au Zénith de Paris pour La Nuit du Cap-Vert, partageant l’affiche avec Cesária Évora, Ferro Gaita, et Suzanna. Ils participent à la Semaine du Cap-Vert au Bataclan, puis à l'Élysée-Montmartre, en faveur des enfants du Cap-Vert. La MC Malcriado parcourt le monde, de l'Afrique (Cap-Vert, Madagascar, Angola), aux Antilles (Guyane), en passant par l’Europe (Espagne, Luxembourg, Portugal, Suisse, Grande-Bretagne et Belgique).

### Fidju di Kriolu
Jacky, Stomy, Jpax et Izé continuent d'explorer les musiques du Cap-Vert. Ils choisissent des collaborations avec des compositeurs, musiciens et artistes du moment, parmi eux : Celia Flore, à cette époque jeune artiste du capverdienne, le rappeur Eddy Fortes, Iduino du groupe Ferro Gaita, le groupe Mariana Ramos, Costuleta (un artiste angolais), et Atheena (une chanteuse sénégalaise).
L'album Fidju di Kriolu (littéralement « Fils de Créole ») est composé entre Paris et le Cap-Vert. Fidju di Kriolu, la chanson-titre de l'album est une ballade, une morna, métissée avec le gaïte (accordéon) du funana. L’expression « Fils de Créole » évoque pour les capverdiens cette population émigrée de l’île, qui revient régulièrement vers ses racines. C’est le cas des quatre artistes de La MC Malcriado. Enfants, leurs parents les ont régulièrement emmenés au Cap-Vert, ils leur ont transmis l’amour de leur pays, de sa culture. C’est ce qu’ils veulent transmettre à leur tour.
Lusofonia est une reprise d’un titre du groupe Mendes & Mendes composé dans les années 1970. Écrit pour célébrer l’indépendance des pays lusophones : l’Angola, la Guinée, le Mozambique, le Cap-Vert, ce morceau a eu un énorme succès à l’époque. É Si Ki’m Feitu est nommé au premier Cap-Vert Music Awards en mars 2011, dans la catégorie du meilleur funana.

## Membres
Stomy Bugsy est un rappeur, fondateur avec Passi du Ministère A.M.E.R.. Il est auteur de cinq albums solo sortis chez Columbia Sony Music. En 2007, Rimes passionnelles sort chez Believe Music. Acteur, il a joué dans une dizaine de longs-métrages.
Jacky Brown fait partie des Nèg' Marrons, qui ont sorti quatre albums dans un style reggae hip-hop. Sur leur quatrième album Les Liens sacrés, sorti chez Because en 2008 ; ils invitent Cesária Évora à chanter avec eux la chanson Petites îles. Pendant 10 ans, Jacky a animé l’émission hip-hop de Skyrock : Couvre-feu. Il collabore toujours avec Trace TV. 
Jpax est aussi un rappeur, membre des 2 Doigts avec Boulet. Il préfère un rap plus dur, reflétant la dureté de la vie des quartiers. Ils enregistrent un single avec l’équipe de France de Zinédine Zidane, réalisé par Marc Lavoine. Le DVD 12 Rounds est consacré au monde de la boxe. Ils ont sorti la compilation Casa Aberta pour venir en aide aux enfants du Cap-Vert. Izé est le chanteur, toaster du groupe, il a enregistré un EP en 2000, puis deux albums Double nationalidade et Mobilizé. Kunana Spirit sort en 2008, un mélange dansant entre le kuduro et le funana. Sa musique est un métissage doux et rythmé d’instruments traditionnels et de hip-hop. 

## Discographie

### Albums studio
- 2006 : Nos pobréza ke nos rikéza
- 2011 : Fidjus di kriolu

### Participations
- Compilation Afro Cabo Love de DJ Baby-T, avec Nôs ê pisados
- IVe round de Stomy Bugsy, avec le titre La MC
- Tocame du groupe cubain Cubanito 20.02, avec la chanson Mensonge (miente)
- Izé : Double nationalidade et Mobilizé
- 2009 : Ça s'appelle Kuduru, sur la compilation Zouk 2009
- 2010 :  É si ki'm feitu, sur la compilation Boston de DJ Baby